# Rijksbeschermd gezicht Geertruidenberg
Gezicht Geertruidenberg is een van rijkswege beschermd stadsgezicht in Geertruidenberg in de Nederlandse provincie Noord-Brabant. De procedure voor aanwijzing werd gestart op 31 mei 1968. Het gebied werd op 11 juni 1970 definitief aangewezen. Het beschermd gezicht beslaat een oppervlakte van 88,1 hectare.
Panden die binnen een beschermd gezicht vallen krijgen niet automatisch de status van beschermd monument. Wel zal de gemeente het bestemmingsplan aanpassen om nieuwe ontwikkelingen in het gebied te reguleren. De gezichtsbescherming richt zich op de stedenbouwkundige en cultuurhistorische waardering van een gebied en wil het toekomstig functioneren daarvan veiligstellen.